# Wilmot, Arkansas
Wilmot là một thành phố thuộc quận Ashley, tiểu bang Arkansas, Hoa Kỳ. Năm 2010, dân số của thành phố này là 550 người.

## Dân số
- Dân số năm 2000: 786 người.
- Dân số năm 2010: 550 người.